# Lychasioides amieti
Genre
Espèce
Lychasioides amieti, unique représentant du genre Lychasioides, est une espèce de scorpions de la famille des Ananteridae.

## Distribution
Cette espèce est endémique du Cameroun. Elle se rencontre dans la forêt d'Otomoto.

## Description
Le tronc de la femelle holotype mesure 22 mm et la queue 12 mm.

## Systématique et taxinomie
Cette espèce a été décrite par Vachon en 1974.
Ce genre a été décrit par Vachon en 1974 dans les Buthidae. Il est placé dans les Ananteridae par Ythier en 2024.

## Étymologie
Cette espèce est nommée en l'honneur de Jean-Louis Amiet.

## Publication originale
- Vachon, 1974 : « Étude des caractères utilisés pour classer les familles et les genres de scorpions (Arachnides). 1. La trichobothriotaxie en arachnologie. Sigles trichobothriaux et types de trichobothriotaxie chez les scorpions. » Bulletin du Muséum national d'histoire naturelle, Zoologie, sér. 3, vol. 104, no 140, p. 857-958 (texte intégral).